# Furrinalia
En la antigua religión romana, la Furrinalia o Furinalia era un festival anual que se celebraba el 25 de julio para celebrar los ritos (sacra) de la diosa Furrina. Varrón señala que el festival era un día festivo (feriae publicae dies). Tanto el festival como la diosa se habían vuelto poco conocidos incluso para los romanos de la República tardía; Varrón (mediados del siglo I a. C.) señala que pocas personas de su época conocen siquiera su nombre. Se le asignó uno de los quince flamines (sumos sacerdotes de culto oficial), lo que indica su estatura arcaica, y tenía una arboleda sagrada (lucus) en el Janículo, que pudo haber sido el lugar del festival. La Furrina se asoció con el agua, y Furrinalia sigue al Lucaria (Festival de la arboleda) el 19 y 21 de julio y al Neptunalia el 23 de julio, una agrupación que puede reflejar una preocupación por la sequía del verano.